# (1379) Lomonosowa
(1379) Lomonosowa – planetoida z pasa głównego asteroid okrążająca Słońce w ciągu 4 lat i 6 dni w średniej odległości 2,53 au. Została odkryta 19 marca 1936 roku w Obserwatorium Simejiz na górze Koszka na Półwyspie Krymskim przez Grigorija Nieujmina. Nazwa planetoidy pochodzi od Michaiła Łomonosowa (1711-1765), pierwszego znanego rosyjskiego fizyka i astronoma. Przed nadaniem nazwy planetoida nosiła oznaczenie tymczasowe (1379) 1936 FC.